# 牧胡之亂
牧胡之亂，又稱合赤之亂、甲寅之變，是1374年（恭愍王二十三年）濟州島發生的一場牧胡反對高麗統治的叛亂。
牧胡是元朝派駐到耽羅（今濟州島）管理牧場的蒙古人。高麗恭愍王即位之後奉行叛元政策，將耽羅置於高麗統治之下，引起牧胡的不滿，舉兵叛亂。恭愍王派崔瑩領兵前去鎮壓，包圍牧胡叛軍。石迭里必思、肖古禿不花等叛軍首領投降，被崔瑩送往開京誅殺，叛亂平定。

## 歷史記載
瑩爲楊廣全羅慶尙道都統使廉興邦爲都兵馬使李希泌邊安烈爲楊廣道元帥睦仁吉林堅味爲全羅道元帥池奫羅世爲慶尙道元帥金庾爲三道助戰元帥兼西海交州道都巡問使 領戰艦三百十四　士卒二萬五千六百人討之. 敎曰: "耽羅元屬本朝世修職貢垂五百載. 近牧胡石迭里必思肖古禿不花觀音保等 殺我使臣奴我百姓罪惡貫盈. 今授瑩節鉞往征其督諸軍剋期殄殲賞罰用命不用命無憚大吏." 宰樞會餞諸帥皆泣下瑩與安烈獨自 若. 八月師至羅州瑩閱兵于榮山與諸將條約曰: "諸道船不可相混宜各樹幟檣上以識之船置頭目官勿亂行船旣發各整伍樵汲以時 若遇倭寇左右夾擊能擒獲者大加爵賞. 旣至濟州各率戰艦同時俱進毋或失次軍士各占信地通烟相報諸軍動靜聽都統使角聲毋或有違攻城 之日民有黨哈赤不順命者縱兵悉誅降者勿　賊魁家産悉輸官且得公私契*券金銀牌印信 籍亦皆輸官得者有賞. 守佛宇道殿神祠者勿擾. 貪貨寶不力戰者罰得貨寶先回船逃者論以軍法." 又曰: "王命臣伐叛吾 言卽王言. 從吾命則事可濟." 諸將皆免冠謝.
行至黔山串諸將曰: "發船旣久風又漸高宜速行師." 瑩曰: "今日風不利西海戰艦以百計亦未至豈可先去?" 諸將憤鬱至普 吉泊. 瑩又以無風欲留. 諸將曰: "兵機貴速淹留不進後如有議咎將誰執." 瑩不應. 興邦曰: "諸將之言不可不聽." 瑩從之. 日已午尙猶豫未發安烈麾下士先發船瑩大怒懸檣竿以徇俄而諸道船揚帆齊發瑩不得已令擧碇放船. 西海船亦至. 中途遇大風諸船四散 . 日晩將抵楸子島忽風雨大作船觸崖石多絶纜失櫂. 翼日至濟州. 瑩部署諸將四面分攻. 石迭里必思肖古禿不花觀音保等以三千餘騎 拒於明月浦. 瑩遣前濟州牧使朴允淸以書諭之曰: "今興兵問罪勢不得已. 除賊魁外星主王子土官軍民宜悉按堵如故. 雖黨賊者降附則亦從寬 典. 如或違逆大兵一臨玉石俱焚悔無及矣." 與諸將下岸. 師逡巡不進乃斬一裨將以徇於是大軍齊進. 左右奮擊大破之乘勝逐北至三 里. 暮還明月浦沿涯爲營. 賊殺安撫使李下生. 諸將屯漢拏山下休兵. 時我師多獲賊馬悉爲騎兵矣. 賊魁三人來挑戰陽敗而走. 將誘致曉星五音之野以騎兵　之. 瑩知其謀命銳卒急逐賊魁遁走入山南虎島. 瑩遣前副令鄭龍領輕艦四十　圍之自率精兵繼進. 石迭里 必思率妻子與其黨數十人乃出於是肖古禿不花觀音保知不免投崖而死. 瑩腰斬石迭里必思幷其三子又斬肖古禿不花觀音保首遣知兵馬使安柱以 獻. 東道哈赤石多時萬趙莊忽古孫等猶率數百人據城不下. 瑩率諸將攻之賊潰走追獲之搜捕餘黨盡殺之死者相枕. 得金牌九銀牌十印信 三十馬一千匹. 印信付萬戶安撫使星主王子馬分養于諸州卒. 有殺馬牛食者或斬首或斷臂以徇士卒股慄秋毫無敢犯者. 十月瑩與 諸將班師王已薨復命于梓宮痛哭失聲

## 外部連結
https://zh.m.wikisource.org/wiki/%E9%AB%98%E9%BA%97%E5%8F%B2/%E5%8D%B7%E4%B8%80%E7%99%BE%E5%8D%81%E4%B8%89 （页面存档备份，存于）